# ريجادينوسون
ريجادينوسون(Regadenoson )، الذي يُباع تحت الإسم التجاري ليكسيسكان(Lexiscan ) من بين أسماء أخرى، هو دواء يستخدم لاختبار الإجهاد الدوائي  كجزء من تصوير نضح عضلة القلب بالنويدات المشعة.  و يعطى عن طريق الحقن في الوريد. 
تشمل الآثار الجانبية الشائعة لهذا الدواء على؛الدوخة و الصداع و تغيرات الجزء ST و الاحمرار و ضيق التنفس و ألم في الصدر.  قد تشمل الآثار الجانبية الأخرى أيضا النوبات و الحساسية المفرطة.  و لا ينبغي استخدامه لدى الأشخاص الذين يعانون من انخفاض ضغط الدم أو قصور القلب الذي لا يمكن التحكم فيه بشكل جيد.  و هو ناهض لمستقبلات الأدينوزين A2A مما يؤدي إلى توسع الأوعية الدموية في القلب. 
تمت الموافقة على استخدام العقار طبيًا في الولايات المتحدة في عام 2008 و أوروبا في عام 2010.   في الولايات المتحدة تبلغ التكلفة حوالي 270 دولارًا أمريكيًا للجرعة الواحدة اعتبارًا من عام 2021. 